# Glatte Grasnatter

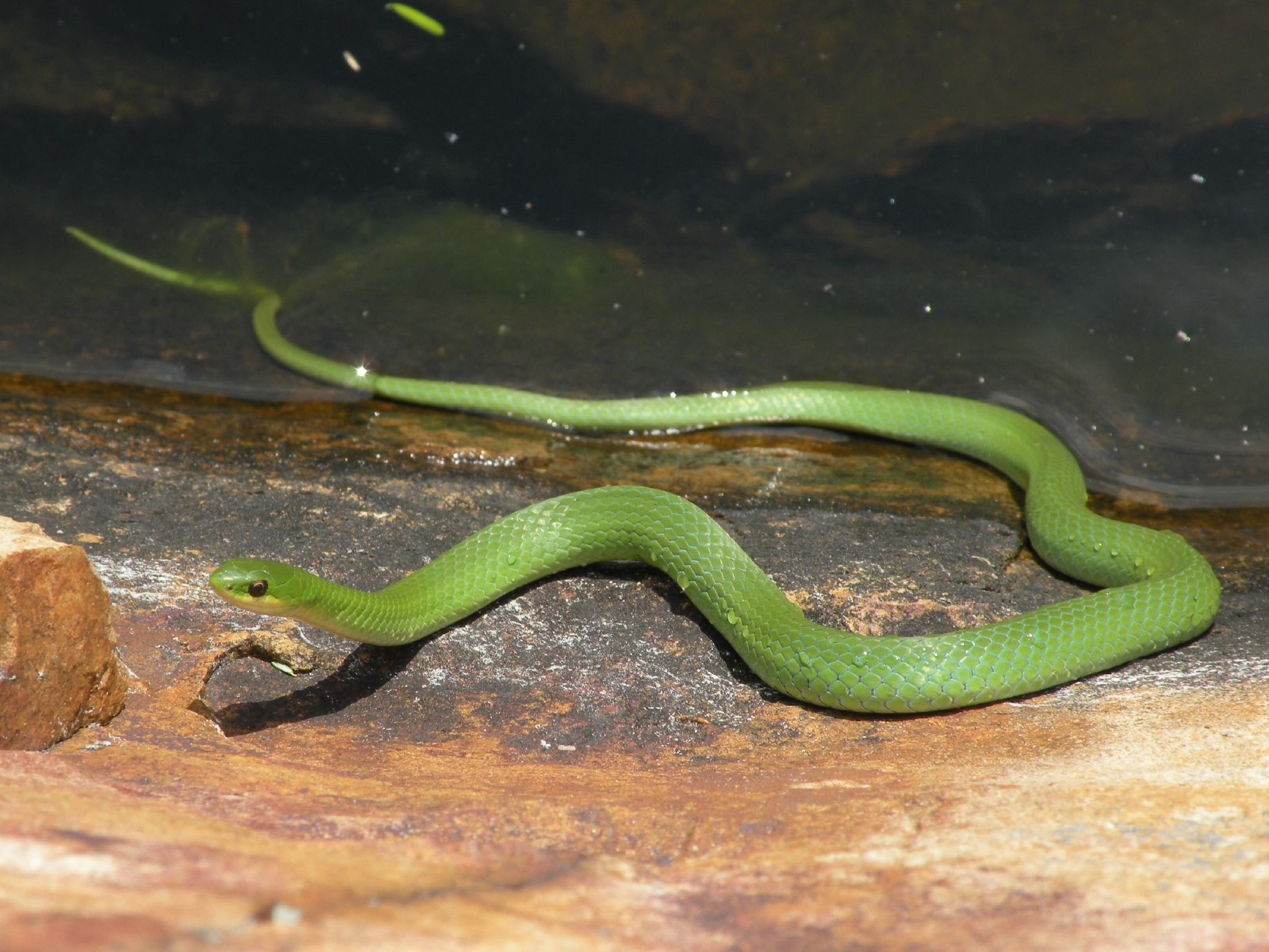
Glatte Grasnatter in Ontario

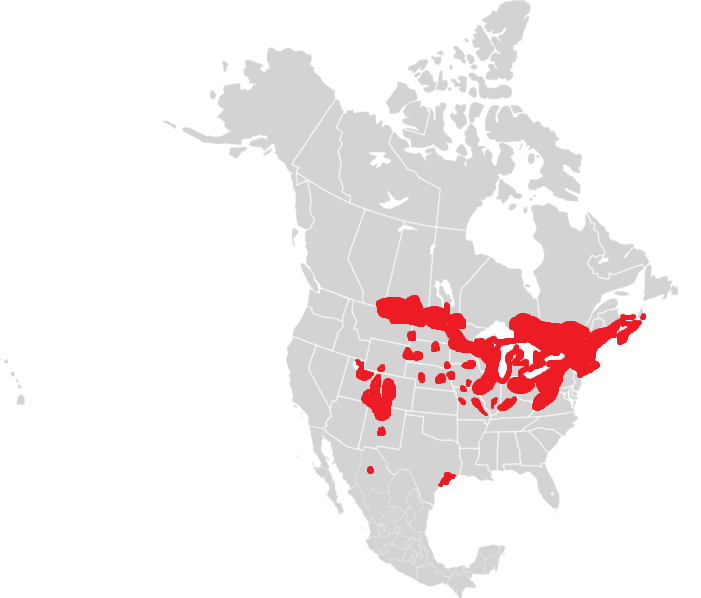
Verbreitung in Nord- und Mittelamerika

Die Glatte Grasnatter (Opheodrys vernalis, Syn.: Coluber vernalis) ist eine in Nord- und Mittelamerika vorkommende ungiftige Schlangenart aus der Familie der Nattern (Colubridae).

## Merkmale
Die Glatte Grasnatter ist eine mittelgroße Schlange, die überwiegend 28 bis 51 Zentimeter lang wird. Die maximal gemessene Länge betrug 66 Zentimeter. Die Körperoberfläche zeigt in der Regel eine satte grasgrüne Farbe, eine Zeichnung fehlt gänzlich. Jüngere Exemplare sind meist leicht bläulich oder olivbraun gefärbt. Der Rücken ist mit kräftigen, glatten Schuppen bis zur Schwanzspitze bedeckt. Es sind 15 Reihen von Rücken- und Seitenschuppen vorhanden. Der Bauch ist glänzend weißlich oder gelblich. Die Pupillen sind rund. Der Kopf ist schlank und abgerundet, nur wenig breiter als der Hals und mit glatten, glänzenden Schuppen versehen.

## Ähnliche Arten
Die ebenfalls grasgrün gefärbte Raue Grasnatter (Opheodrys aestivus) unterscheidet sich in erster Linie durch die rauen, gekielten Schuppen auf dem Rücken.

## Verbreitung und Lebensraum
Die Glatte Grasnatter ist ausschließlich in Nord- und Mittelamerika heimisch. Ihr Hauptverbreitungsgebiet erstreckt sich von Saskatchewan bis Nova Scotia im Norden und Richtung Süden bis nach Illinois und Virginia. Isolierte Populationen sind in Wyoming, New Mexico, Iowa, Missouri, Colorado, Texas sowie im Norden Mexikos zu finden. Der Lebensraum der Art umfasst Ufergebiete, offene Wälder, Sümpfe und feuchte Wiesen.

## Lebensweise
Die Glatte Grasnatter führt eine tagaktive Lebensweise und ist bevorzugt am Morgen und am späten Nachmittag an warmen Tagen auf Nahrungssuche. Während der Ruhezeiten sonnen sich die Schlangen zuweilen auf Sandflächen oder asphaltierten Straßen. Als Verstecke werden geschützte Bereiche unter Baumstämmen, Brettern oder flachen Steinen gewählt.
Als Nahrung dienen größtenteils Insekten und Spinnen, gelegentlich auch kleine Salamander oder Schnecken. Die Glatten Grasnattern halten einen Winterschlaf in Ameisenhügeln, Erdhöhlen oder anderen unterirdischen Schlupfwinkeln. Sie schließen sich dann oft zu großen Gemeinschaften zusammen. Die Paarung erfolgt im Frühjahr und Frühsommer. Als Ergebnis werden 3 bis 12 dünnwandige Eier im Spätsommer unter losen Felsen oder in der Erde abgelegt. Die Jungtiere schlüpfen etwa einen Monat später.

## Gefährdung
Die Glatte Grasnatter ist zwar in vielen ihrer Vorkommensgebiete nicht selten und wird demzufolge von der Weltnaturschutzorganisation IUCN als „Least Concern = nicht gefährdet“ klassifiziert, jedoch ist sie durch die direkten oder indirekten Folgen der Zerstörung von Teilen ihres Lebensraums aufgrund von Viehwirtschaft, Abholzungen, Entwässerung von Bächen, Bau von Straßen und Gebäuden, Verwendung von Pestiziden und Umgestaltung von Wiesen, Ufergebieten und Bergausläufern in einigen Gebieten bedroht. Außerdem können Überschwemmungen und Buschfeuer zu Zerstörungen ihrer Unterkünfte führen.